# Shannon Smith
Shannon Smith, född 28 september 1961 i Vancouver, är en kanadensisk före detta simmare.
Smith blev olympisk bronsmedaljör på 400 meter frisim vid sommarspelen 1976 i Montréal.